# Kumbağ
Kumbağ egy kis település Törökország Tekirdağ tartományának központi körzetéhez tartozó Barbaros budzsakjában, Tekirdağ városától 15 km-re, a Márvány-tenger partján. A település turizmusból él, főként a 130 km-re fekvő Isztambulból, és a környékbeli városokból érkeznek ide a pihenni vágyók. A település az első balkáni háború előtt 600 főt számlált, Kumbos néven ismerték, és lakói főként halászatból éltek. 1923 után Görögországból, Bulgáriából és Romániából települtek ide törökök.
Testvértelepülése Ecser.